# Koto Renah (Jangkat)
Koto Renah is een bestuurslaag in het regentschap Merangin van de provincie Jambi, Indonesië. Koto Renah telt 614 inwoners (volkstelling 2010).